# 維賈雅·拉克希米·潘迪特
維賈雅·拉克希米·潘迪特（羅馬化：Vijaya Lakshmi Pandit，1900年8月18日—1990年12月1日）是一位印度外交官和政治人物，当选为联合国大会第一位女性主席。她来自一个著名的政治家庭尼赫鲁-甘地家族，她的哥哥贾瓦哈拉尔·尼赫鲁是独立印度的第一任总理，她的侄女英迪拉·甘地是第一位女性印度总理，她的侄孙拉吉夫·甘地是第六任印度总理。潘迪特在担任印度驻苏联、美国大使和联合国特使后被派往伦敦，而此经历使她能够深入了解印英关系变化的更广泛背景。她的高级专员职位是政府间关系的缩影。

## 个人生活
維賈雅·拉克希米的父亲莫逖拉尔·尼赫鲁（1861–1931），是克什米爾班智達一位富有的大律师，在印度独立运动期间曾两次担任印度国民大会党主席。她的母亲Swaruprani Thussu（1868–1938），来自拉合爾一个著名的克什米尔婆罗门家族，是莫逖拉尔的第二任妻子，莫逖拉尔的第一任妻子在分娩时去世。她在家里三个孩子中排第二；哥哥贾瓦哈拉尔·尼赫鲁比她大11岁（生于1889年），而她的妹妹Krishna Hutheesing（生于1907年）是一位著名的作家，为她的兄弟写了几本书。
1921年，維賈雅·拉克希米与Ranjit Pandit（1893-1944）结婚，Ranjit Pandit是来自马哈拉施特拉邦库达尔的一位成功的律师和古典学者，他将Kalhana的史诗历史Rajatarangini从梵语翻译成英语。他因支持印度独立而被捕，并于1944年在Lucknow监狱死亡，留下了妻子及他们的三个女儿Chandralekha Mehta，Nayantara Sehgal和Rita Dar。她于1990年去世。
她的大女儿Chandralekha与Ashok Mehta结婚，育有三个孩子。她的二女儿Nayantara Sahgal后来定居在母亲在德拉敦的家里，是一位著名的小说家。Nayantara与Gautam Sahgal结婚，并有一个女儿Gita Sahgal。在Gautam去世后，Nayantara与E.N Mangat Rai结婚。她的三女儿是Rita，她与Avatar Krishna Dhar结婚，并有两个儿子，包括Gopaldhar。Rita在Redcross工作。
女权主义，原教旨主义和种族主义问题的作家和记者，获奖纪录片导演和人權護衛者Gita Sahgal是她的外孙女。

## 政治生涯

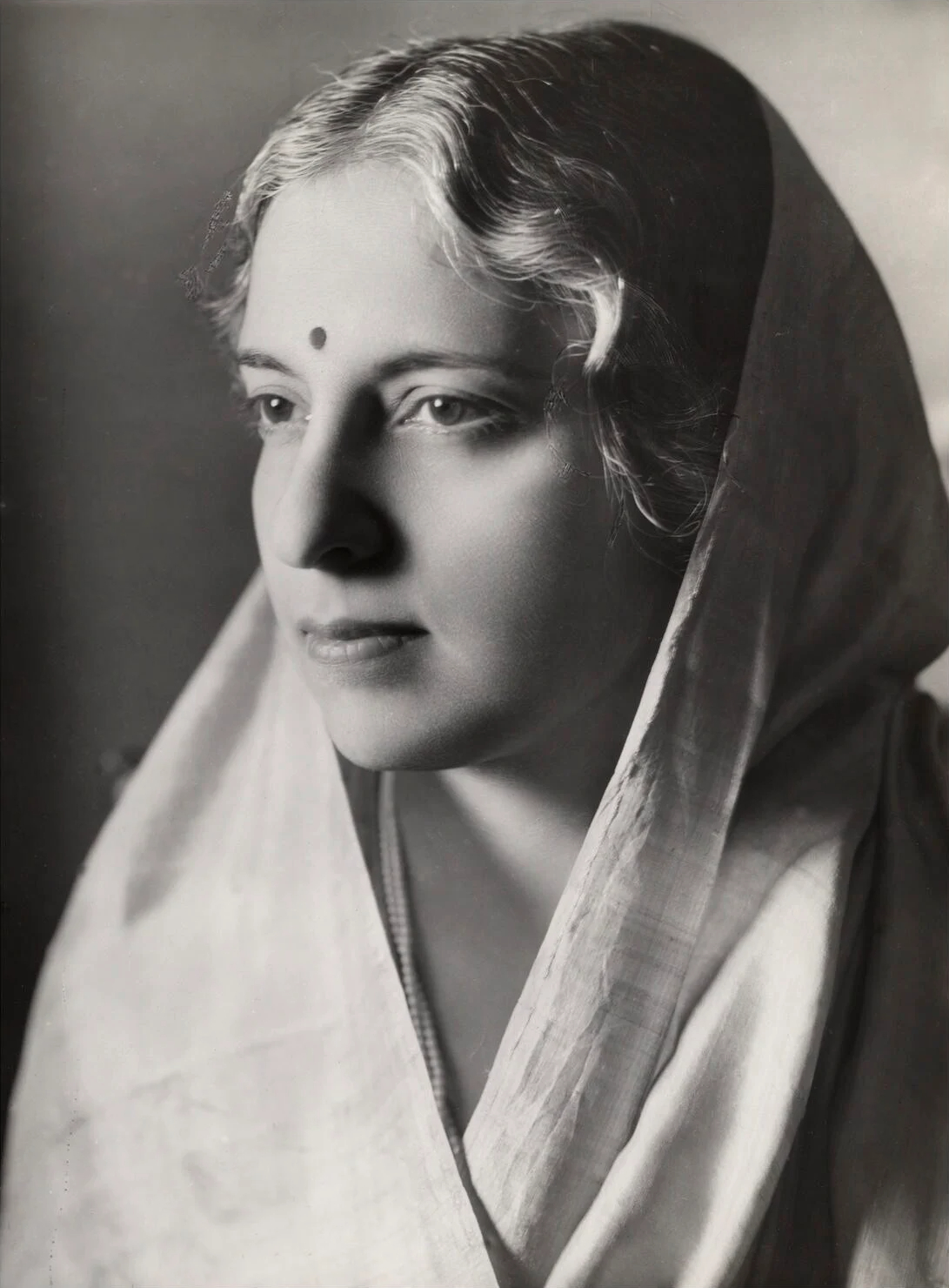
1938年的維賈雅·拉克希米·潘迪特

潘迪特是第一位在独立前的印度担任内阁职位的印度女性。1937年，她入选联合省省立法机构，并被任命为地方自治和公共卫生部长。她担任后一个职位到1938年，1946年至1947年再次担任。1946年，她当选为联合省的制宪议会议员。
1947年印度摆脱英国占领后，她从1947年到1949年担任印度驻苏联大使，1949年至1951年担任印度驻美国大使，1955年至1961年担任印度驻爱尔兰大使（在此期间她也是印度驻英国高級專員）和从1958年到1961年担任印度驻西班牙大使。1946年至1968年间，她领导联合国的印度代表团。1953年，她成为第一位女性联合国大会主席，（她因1978年的成就而被选为Alpha Kappa Alpha联谊会的荣誉会员）。
在印度，她从1962年到1964年担任马哈拉施特拉邦总督，之后她从1964年至1968年代表她兄弟的前选区普尔布尔当选印度议会下院人民院议员。在她的侄女印度总理英迪拉·甘地宣布紧急状态后，她特别批评了自己的侄女。
她们关系恶化后，潘迪特退出了积极的政治活动。退休后，她搬到了喜马拉雅山麓Doon Valley的台拉登。她于1977年退休，参加了反对英迪拉·甘地的运动，并帮助Janata党赢得了1977年的选举。据报道，她曾考虑参选竞选总统，但尼兰·桑吉瓦·雷迪最终参选并赢得了无人反对的选举。
1979年，她被任命为联合国人权委员会的印度代表，之后她退出公共生活。她的作品包括《印度的进化》（The Evolution of India，1958）和《幸福的范围：个人回忆录》（The Scope of Happiness: A Personal Memoir，1979）。

## 学术
她是Aligarh穆斯林大学执行委员会的成员。 她从未接受任何正规教育。她是牛津大學薩默維爾學院的荣誉院士，她的侄女在那里学习现代史。

## 延伸阅读
- Ankit, Rakesh. "Between Vanity and Sensitiveness: Indo–British Relations During Vijayalakshmi Pandit’s High-Commissionership (1954–61)." Contemporary British History 30.1 (2016): 20-39, major scholarly stify
- Gupta, Indra. . ISBN 81-88086-19-3.